# Io non saprò/Ieri, oggi, domani
Io non saprò/Ieri, oggi, domani è il secondo singolo del gruppo musicale italiano I Royals, pubblicato nel 1967.

## Tracce
LATO A
1. Io non saprò – 3:20 (testo: Toni Verona – musica: Pontiack)

LATO B
1. Ieri, oggi, domani – 2:44 (testo: Toni Verona – musica: Pontiack)